# Wess & Dori Ghezzi
Wess & Dori Ghezzi sono stati un duo vocale composto dall'italiana Dori Ghezzi (1946) e lo statunitense Wess, al secolo Wesley Johnson (1945-2009).
Costituitosi nel 1972 su iniziativa della comune casa discografica Durium, il gruppo partecipò a due edizioni del Festival di Sanremo e rappresentò l'Italia all'Eurofestival 1975 classificandosi terzo.
Si sciolse nel 1979 quando i due membri ripresero le proprie carriere soliste.

## Storia
Dopo i discreti successi degli anni precedenti Wess, ex componente degli Airedales di Rocky Roberts, era in un periodo di stanca. Anche Dori Ghezzi, dopo il grande successo con Casatschok del 1969, nonostante l'uscita di alcuni buoni singoli, non era più riuscita ad affermarsi. Nel 1972 a Wess venne l'idea di incidere un brano a due voci, Voglio stare con te, cover in italiano (testo di Luigi Albertelli) del brano United We Stand dei Brotherhood of Man, e scelse come partner Dori Ghezzi, facente parte della stessa casa discografica, la Durium. Il brano, inciso su 45 giri (sul retro vi è una canzone da solista di Wess), ottenne un grande successo. Wess aveva una voce morbida e intonata con qualche venatura di blues che contrastava con quella cristallina di Dori Ghezzi. I discografici decisero quindi di puntare sul duo che diverrà in seguito una delle coppie artistiche più celebri e di maggior successo della musica leggera degli anni settanta.
Nel 1973, con il brano Tu nella mia vita di Federico Monti Arduini su testo di Lubiak (F. Piccarreda), Wess & Dori parteciparono al Festival di Sanremo, ottenendo il primo posto nella classifica delle vendite. L'anno successivo vinsero Canzonissima con il brano Un corpo e un'anima, che uscirà nel 1975, scritto da Umberto Tozzi, Damiano Dattoli, Luigi Albertelli e Lubiak. Il 1973 è anche l'anno di un altro grande successo della coppia, "noi due per sempre".
Nel 1974 il duo pubblicò un 33 giri dal titolo Un corpo e un'anima, che tra le altre conteneva Dolce immenso amore di Montanari, Paesaggi composta dai fratelli La Bionda, Sempre tu a firma di Italo Ianne e Cristiano Malgioglio e Tra i ricordi una notte in più di Riga. Nel 1975 Wess & Dori Ghezzi rappresentarono l'Italia al ventesimo eurofestival a Stoccolma classificandosi terzi con Era di Lo Vecchio-Lubiak/Shapiro.
Sempre nello stesso anno parteciparono alla Mostra internazionale di musica leggera di Venezia con il romantico brano È l'amore che muore con testo di Piccarreda.
Nel 1976 arrivò il secondo posto a Sanremo, con il brano Come stai? Con chi sei? di Minellono/Balsamo, e poi tornarono alla Mostra Internazionale di Musica Leggera con il brano Amore bellissimo di Beretta/Cavallaro che sarà l'ultimo loro grande successo, riproposto anche l'anno successivo a Sanremo come ospiti. Pubblicarono poi, ancora nel 1977, il loro ultimo 45 giri: Canzone a Leopardi di Di Francia-Depsa-Iodice e, nel 1979, l'album In due, con brani scritti da Claudio Daiano, Pino Presti, Cristiano Malgioglio, Pinuccio Pirazzoli. In due rimane la loro ultima testimonianza discografica, ad eccezione di alcuni LP prodotti in seguito dalla Durium quando la coppia canora si era già sciolta, anche perché Dori Ghezzi, divenuta nel frattempo la compagna di Fabrizio De André, si era trasferita con questi in Sardegna.
Wess & Dori Ghezzi continueranno comunque successivamente la loro carriera da solisti, senza però raggiungere le quote di successo e di vendita che avevano registrato come duo. Wess è scomparso improvvisamente il 21 settembre 2009, all'età di 64 anni, a seguito di una crisi asmatica all'ospedale di Winston. In un'intervista rilasciata subito dopo la notizia della morte, Dori Ghezzi dice: "Ricordo il periodo insieme come uno dei più belli e divertenti del mio lavoro. Era una persona squisita, un artista e un bassista forse neppure conscio delle sue grandi possibilità. Se posso definirmi una professionista lo devo a lui; da lui ho imparato il mestiere, lui era l'artista io la corista".

## Discografia

### Album
Studio
- 1973 – Wess & Dori Ghezzi (Durium, ms Al 77330)
- 1975 – Un corpo e un'anima (Durium, ms Al 77359)
- 1975 – Terzo album (Durium, ms Al 77370)
- 1976 – Amore bellissimo (Durium, ms Al 77382)
- 1979 – In due (Durium, ms AL 77403)

Raccolte
- 1976 – I nostri successi (Durium, ORL 9067)
- 1977 – Insieme (Durium – etichetta Start, LPS 40.020)
- 1980 – Tu nella mia vita (Durium – etichetta Start, LPS 40.401)
- 1997 – Gli anni d'oro (CD BMG Ricordi, 74321 455912)
- 2000 – I grandi successi originali (Doppio CD BMG Ricordi serie Flashback, 74321758862-2)
- 2005 – Wess & Dori Ghezzi – Doppio CD BMG Ricordi, 82876668012-2)

### Singoli
- 1973 – Voglio stare con te/There's Gonna Be a Revolution (Durium, CN A 9332)[2]
- 1973 – Tu nella mia vita/Sentimento, sentimento (Durium, CN A 9335)
- 1973 – Noi due per sempre/Se mi vuoi ancora bene (Durium, CN A 9336)
- 1974 – Aspetti un bambino/Io ti perdo (Durium, CN A 9337)[2]
- 1974 – Un corpo e un'anima/Sempre tu (Durium, CN A 9338)
- 1975 – Era/...e siamo qui (Durium, CN A 9339)
- 1975 – È l'amore che muore/Tutto bene (Durium, CN A 9340)
- 1975 – Uomo e donna/Cielo (Durium, CN A 9341)
- 1976 – Come stai, con chi sei/Più ti voglio bene, più te ne vorrei (Durium, CN A 9343)
- 1976 – Amore bellissimo/La sola cosa che ho (Durium, CN A 9344)
- 1977 – Canzone a Leopardi/Come la prima sera (Durium, CN A 9346)

## Partecipazioni a Festival musicali

### Partecipazioni al Festival di Sanremo
- Festival di Sanremo 1973: Con: Tu nella mia vita – 6º posto (1º posto nelle vendite)
- Festival di Sanremo 1976: Con: Come stai, con chi sei? – 2º posto
- Festival di Sanremo 1977: Con: Amore bellissimo – serata finale come ospiti

### Partecipazioni aCanzonissima
- Canzonissima 1974 – 1º posto
  - Con Noi due per sempre – 4ª puntata
  - Con Un corpo e un'anima – puntata finale

### Partecipazioni all'Eurovision Song Contest
- Stoccolma 1975: Con: Era – 3º posto